# Echo (Rottmannsdorf)

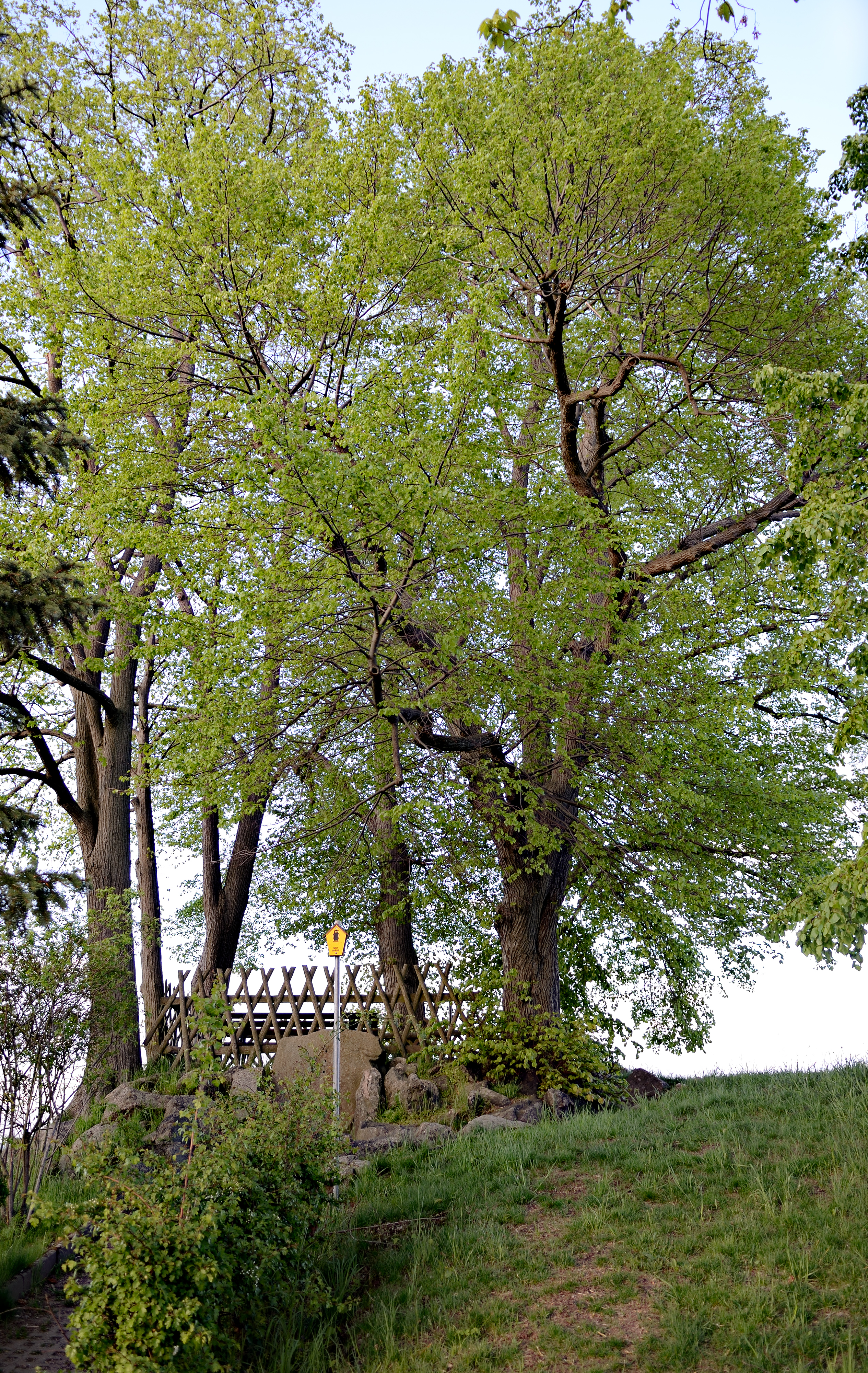
Echo

Echo ist die Bezeichnung eines Naturdenkmals und Aussichtspunktes im Zwickauer Stadtteil Rottmannsdorf im Landkreis Zwickau.

## Details
Das Naturdenkmal besteht aus sieben in Kreisform stehenden Winterlinden. An dieser Stelle befindet sich auch ein Aussichtspunkt mit Sitzbänken. Die Baumgruppe wurde 1964 zum Naturdenkmal erklärt, wobei man das damalige Alter auf rund 100 Jahre schätzte.
Im Jahr 2016 wurde ein geschätztes Alter der Bäume von 115 Jahren angegeben. Der Stammumfang betrug zwischen 0,96 m und 2,24 m. Die Bäume waren 2024 zwischen 14 und 18 m hoch.

## Frühere Bezeichnungen
Der Aussichtspunkt wurde früher nach König Albert von Sachsen (1873–1902)  als Alberthöhe bezeichnet. Von 1951 bis 1994 benannte man den Ort als August-Bebel-Höhe nach dem gleichnamigen Sozialdemokraten (1840–1913).

## Fotos

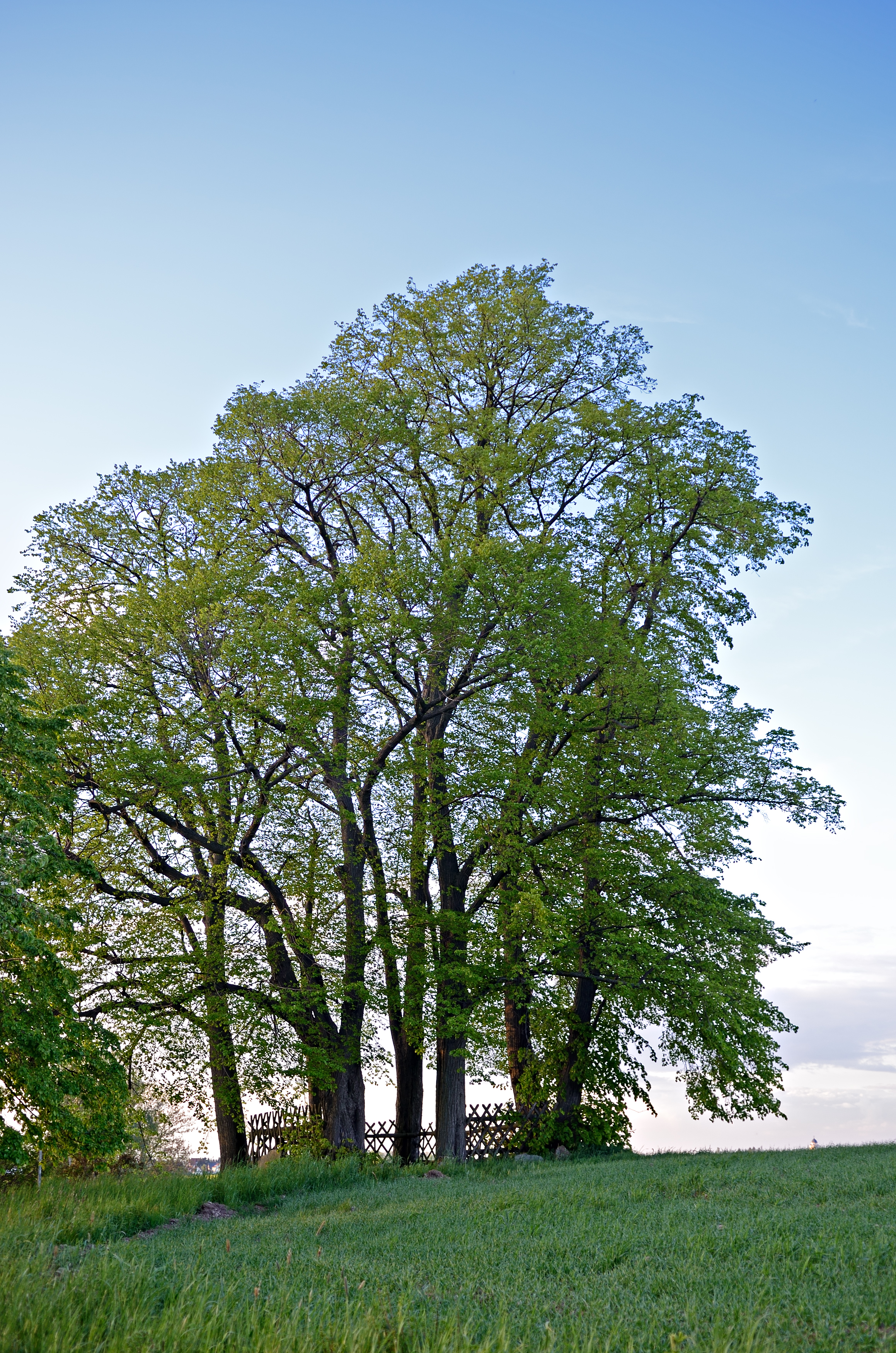
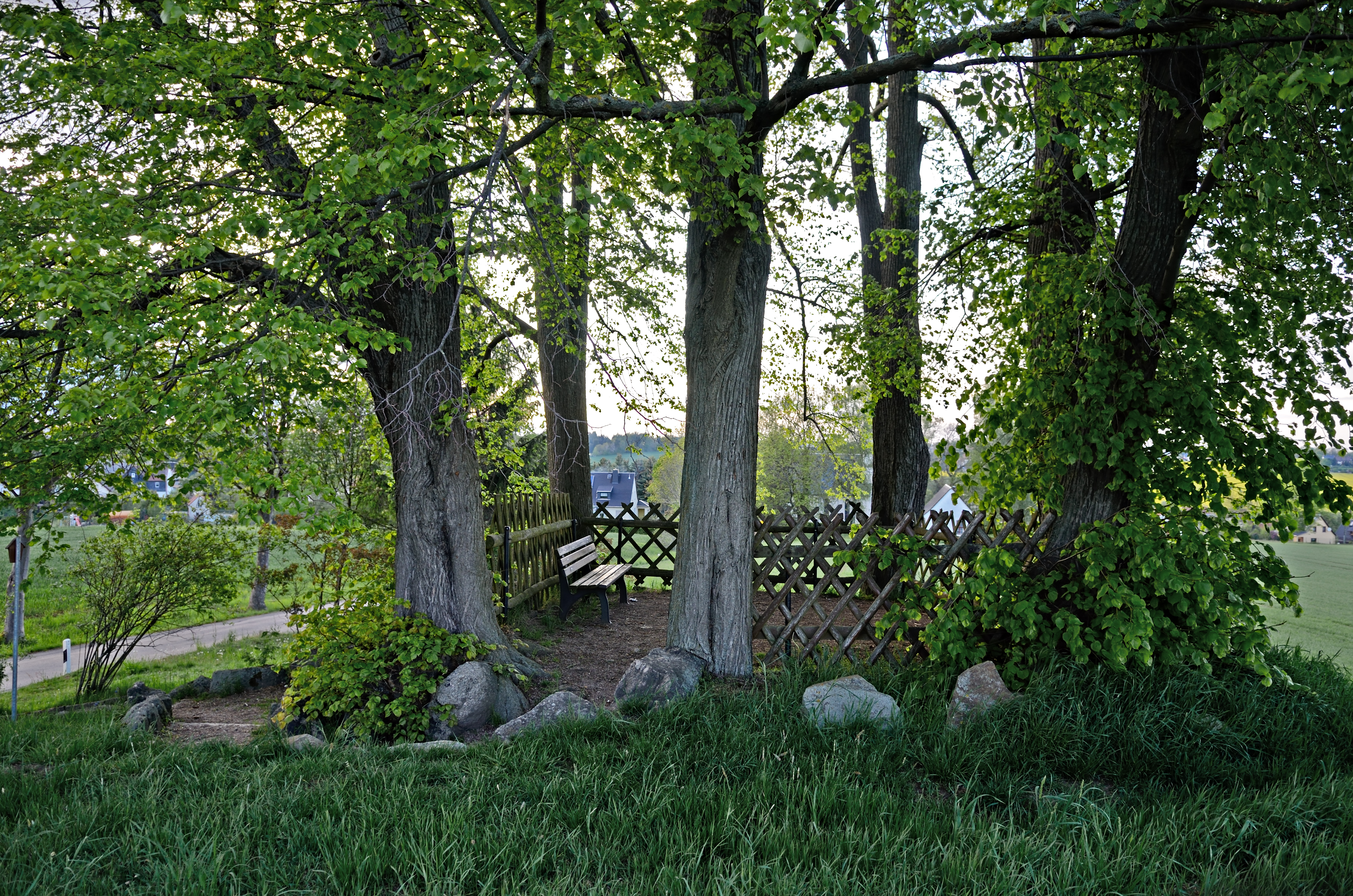